# Cyathea elegans
Cyathea elegans là một loài dương xỉ trong họ Cyatheaceae. Loài này được Heward mô tả khoa học đầu tiên năm 1838.
Danh pháp khoa học của loài này chưa được làm sáng tỏ. 